# 蒂奥内-德利阿布鲁齐
蒂奥内-德利阿布鲁齐（義大利語：Tione degli Abruzzi），是意大利阿布鲁佐大区拉奎拉省的一个市镇。总面积40.43平方公里，人口337人，人口密度8.3人/平方公里（2009年）。ISTAT代码为066100。